# Lista de primeiras-damas de Cabo Verde
A primeira-dama do Cabo Verde é o título dado à esposa do presidente da República desde 1975. O presidente José Maria Neves é solteiro, mas "vive maritalmente" com Débora Katisa Carvalho.

## Primeiras-damas do Cabo Verde (1975-presente)
| Primeira-dama | Primeira-dama | Primeira-dama          | Início do Mandato     | Fim do Mandato        | Presidente                   |
| ------------- | ------------- | ---------------------- | --------------------- | --------------------- | ---------------------------- |
| 1             |               | Carlina Pereira        | 8 de março de 1975    | 22 de março de 1991   | Aristides Pereira            |
| 2             |               | Tuna Mascarenhas       | 22 de março de 1991   | 22 de março de 2001   | António Mascarenhas Monteiro |
| 3             |               | Adélcia Barreto Pires  | 22 de março de 2001   | 9 de setembro de 2021 | Pedro Pires                  |
| 4             |               | Ligia Fonseca          | 9 de setembro de 2011 | 9 de novembro de 2021 | Jorge Carlos Fonseca         |
| 5             |               | Débora Katisa Carvalho | 9 de novembro de 2021 | Presente              | José Maria Neves             |